# RENFE 449 sorozat
A RENFE 449 sorozat egy spanyol nagysebességű villamosmotorvonat-sorozat. A CAF gyártotta 2008 és 2011 között. A motorvonat egyaránt képes üzemelni a 25 kV 50 Hz AC áramrendszerű és a 3 kV DC áramrendszerű széles nyomtávú pályákon. Maximális sebessége 160–200 km/h (áramrendszertől függően). A vonatokat felszerelték ASFA vonatbefolyásoló rendszerrel.

## Története
2006 júliusában a Renfe Operadora megbízta a CAF vasúti jármű gyártót 57 darab ötkocsis, közös forgóvázzal és csatoltan is használható villamos motorvonat építésével, amely akár három egységből (tizenöt kocsiból) álló összeállítását is lehetővé tesz. Az eredeti szerződés két járműtételből állt: az egyik 23 vonatból állt, amelyek kizárólag ibériai nyomtávú pályán közlekedtek volna, a másik 34 járművet felkészítettek a normál nyomtávú pályákon való közlekedésre. Ezt követően a CAF és a Renfe megállapodott az 57 azonos jármű gyártásáról. Elvileg az összes egység csak ibériai nyomtávon fog közlekedni, de rendelkeznek a biztosító berendezések és a normál nyomtávolságú forgóvázak (vagy Brava nyomtávváltóval ellátott forgóvázak) felszereléséhez szükséges elemekkel. A járművek kezdeti megkülönböztetése vezetett ahhoz, hogy az első 34 darabot, amelyek a normál nyomtávolságon is közlekedhettek, nem hivatalosan a 140-es sorozatnak nevezték el. Az 57 legyártott jármű valószínűleg végleges számozása a Renfe 449-es sorozatának felel majd meg, így ezzel kitöltve a 448-as és a 450-es sorozat között keletkezett űrt.